# Podosesia surodes
Podosesia surodes là một loài bướm đêm thuộc họ Sesiidae. Nó được biết đến ở Malawi.